# 宇宙戦艦ヤマトシリーズの年表
宇宙戦艦ヤマトシリーズの年表（うちゅうせんかんヤマトシリーズのねんぴょう）では、「宇宙戦艦ヤマトシリーズ」における架空の出来事を年表形式に掲載する。この世界の出来事は現実の時間軸に沿って展開する設定になっており、以下の年代表記は西暦である。なお、OVA『YAMATO2520』では地球連邦結成時に西暦から年数をそのまま引き継ぐ形で制定された「星暦」が使用されているほか、『宇宙戦艦ヤマト2199』では西暦とは別にガミラスが使用する「サレザー恒星暦」の設定が存在する。

## 凡例
原則として「宇宙戦艦ヤマトシリーズ」のうち、シリーズ第1作『宇宙戦艦ヤマト』から『宇宙戦艦ヤマト 完結編』までの、1970年代から80年代にかけて制作・公開された作品とその直接の続編として2009年に公開された映画『宇宙戦艦ヤマト 復活篇』および、シリーズ第1作を基に設定を一新の上でリメイクされた『宇宙戦艦ヤマト2199』と続編の『宇宙戦艦ヤマト2202 愛の戦士たち』について、作中の設定に基づく出来事について列挙する。

## 『宇宙戦艦ヤマト』〜『宇宙戦艦ヤマト 復活篇』における年表

### 有史以前

#### 40数億年前
- 創成期の太陽系に回遊惑星アクエリアスが接近。地球に水と生命の芽を与える（『宇宙戦艦ヤマト 完結編』）。

#### 約1万年前
- 地球初の文明が誕生するが、アクエリアスの回遊によって地球が水没。たまたま通りかかった異星人の宇宙船によって救助された人々は、後に連れて行かれた先のディンギル星を征服し、ディンギル帝国の起源となる（『宇宙戦艦ヤマト 完結編』）。

### 21世紀以前

#### 1940年代
1945年
- 4月6日 - 戦艦大和がアメリカ海軍の攻撃を受け、坊ノ岬沖で撃沈される（坊ノ岬沖海戦）。

### 22世紀

#### 2140年代〜2180年代
2147年
- 沖田十三誕生。

2151年
- 佐渡酒造誕生。

2171年
- 古代守、真田志郎誕生。

2174年
- 沖田艦が制式化。

#### 2190年代
2192年
- ガミラス帝国による地球攻撃開始（以下、『宇宙戦艦ヤマト』）。

2199年
- 8月21日 - 冥王星宙域で地球防衛艦隊がガミラス帝国艦隊と交戦し壊滅する。この交戦の中で、古代守が行方不明になる（第1話）。
- 10月8日 - ヤマトが地球を発進（第3話）。

#### 2200年代
2200年
- 3月6日 - ヤマトとガミラスのドメル艦隊が七色星団宙域で衝突。激戦の末、ヤマトが勝利する（第22話）。
- 5月5日 - ヤマトがイスカンダルに到着する（第25話）。
- 9月5日 - ヤマト、地球へ帰還。乗組員中の生存者67名、戦死者47名（劇場版）。
- 9月6日 - デスラーがデスラー砲を用いてヤマトを強襲するも空間磁力メッキにより敗北。その後ヤマトは地球へ帰還、復興が始まる（テレビアニメ版最終話）。なお、デスラーは戦死したと思われていたが、後に白色彗星帝国に救助されて復活（『宇宙戦艦ヤマト2』第11話）。

### 23世紀

#### 2200年代（2201年以降）
2201年 - 2202年
- 『さらば宇宙戦艦ヤマト 愛の戦士たち』『宇宙戦艦ヤマト2』
  - ズォーダー大帝率いる白色彗星帝国（ガトランティス）が地球を狙う。デスラーも再登場し、ヤマトと交戦する。ヤマトの活躍により同帝国は滅び、地球は窮地を脱する。
    - なお、映画『さらば宇宙戦艦ヤマト 愛の戦士たち』とテレビアニメ『宇宙戦艦ヤマト2』では結末が大きく異なっている。前者ではヤマトはテレザート星のテレサの力を借りつつガトランティスと相討ちの形で双方が滅び去る。後者では実際にガトランティスを滅ぼすのはテレサのみであり、ヤマトは大破して乗組員のほとんどを失いつつもかろうじて地球に帰還している（生存者19名、戦没者テレサを含めて96名）。ヤマトが消滅して古代進・森雪らも戦死した前者の結末では続編につながらないため、これ以降の年譜は後者の結末を引き継ぐことになる。

- 『宇宙戦艦ヤマト 新たなる旅立ち』
  - 彗星帝国との戦いから約1か月後、デスラー率いるガミラス艦隊は故郷であるガミラス本星を訪れるが、そこでは暗黒星団帝国がガミラス星を傷つけ、ガミラシウムを採掘していた。そのことに怒ったデスラーが暗黒星団帝国の艦隊と交戦し、その最中の敵艦の流れ弾によってガミラス星が爆発。その影響でイスカンダル星が漂流を開始する。
  - 同じ頃、ヤマトは新乗組員を乗せて、太陽系内での訓練航海を行う。その最中にデスラーの救援要請を受け、スターシャと古代守の救出に旅立つ。
  - ヤマトとデスラー艦隊はイスカンダル星の資源を狙う暗黒星団帝国のマゼラン方面総司令官メルダーズ率いる艦隊（旗艦は自動惑星ゴルバ）と交戦する。
  - スターシャがイスカンダル星を自爆させ、ゴルバとメルダーズを巻き添えにして死亡する。

2202年
- 『ヤマトよ永遠に』
  - 重核子爆弾が太陽系に侵入し、各惑星基地を壊滅させ、地球に着陸。その直後、暗黒星団帝国の地球制圧部隊が地球上の各都市を襲撃し、さらに黒色艦隊が地球無人艦隊を撃破。地球全土を制圧する。
  - 古代進、他のヤマトメインクルーとともにヤマトが隠された小惑星イカルスへ向かう。その後、ヤマトが暗黒星団帝国本星へ向けて発進、破壊する。

2202年 - 2203年
- 『宇宙戦艦ヤマトIII』
  - ボラー連邦とガルマン・ガミラス帝国が天の川銀河の覇権をめぐって争う。その最中、ガルマン・ガミラス帝国軍の使用した惑星破壊プロトンミサイルが流れ弾となって太陽に命中し、太陽が核融合異常増進を始める（第1話 - 第2話）。
  - ヤマトが移住可能惑星の探査に出航する。途中、ボラー連邦とガルマン・ガミラス帝国の戦争に巻き込まれる（第3話 - 第24話）。
  - ボラー連邦首相ベムラーゼが、デスラー率いる艦隊と交戦の末に戦死。ヤマトのハイドロコスモジェン砲により、太陽が正常化する（最終話）。

2203年
- 『宇宙戦艦ヤマト 完結編』
  - 銀河系中心部の宇宙で別次元の銀河が出現し天の川銀河と交差する。その影響で銀河系同士の衝突が発生、多くの星々が消滅し、ガルマン・ガミラス帝国とボラー連邦も事実上の壊滅状態となる。
  - 回遊惑星アクエリアスが突如出現し、惑星ディンギルを水没させる。
  - アクエリアスがディンギルの手によってワープを繰り返しながら地球へ近づく。
  - 地球避難船団および地球艦隊がディンギル艦隊の襲撃を受けて壊滅。
  - ヤマトがアクエリアスのワープ阻止に出撃するが、失敗する。
  - ヤマトが自爆して、アクエリアスから地球へ伸びる水柱を断ち切り、地球は救われる。

2205年
- 大打撃を受けたガルマン・ガミラス帝国とボラー連邦が休戦協定を締結する（以下、『宇宙戦艦ヤマト 復活篇』第0部）。
- ガルマン・ガミラス帝国がマゼラン銀河へ一時的に退避する計画「マゼラン・エクソダス」を発令し、住民の多くが移住を開始する。

2206年
- 地球政府がマゼラン・エクソダスへの支援を表明。旧ガルマン・ガミラス領の住民の移民支援と残留者保護を開始する。

#### 2210年代
2210年
- 地球とアマール国との間で国交が樹立。

2212年
- 惑星ベルライナで発生した内紛に、住民保護のため古代進率いる部隊が介入。その行為がボラー連邦との協定違反にあたるとして国際問題となる。「惑星ベルライナの悲劇」「ベルライナ事件」などと称される。
- 「ベルライナ事件」の責任を追及され、古代進が予備役になる。

2213年
- ディンギル帝国の残党軍が地球連邦の植民惑星ボギーニャを襲撃し、住民全員を虐殺する「ボギーニャの大虐殺」が起こる。

2215年
- アクエリアス氷球内に波動エンジンらしき反応を検知し、古代達が氷球へ赴く。
- ディンギル残党軍が都市衛星ウルクの残骸とアクエリアス氷球を衝突させ、化学反応による大爆発で地球を葬ろうとする「ディンギルテロ事件」が起きる。

2216年
- 「沖田十三追悼記念観艦式」が開催される。
- 古代が「銀河難民救助隊」を結成する。

2217年
- 地球に接近する移動性ブラックホール（カスケードブラックホール）が観測される（『宇宙戦艦ヤマト 復活篇』第1部）。

#### 2220年代
2220年
- 『宇宙戦艦ヤマト 復活篇』第1部
  - 惑星アマールへ向かう第1次・第2次移民船団が星間国家連合艦隊の襲撃を受け壊滅。
  - 古代進が新生ヤマトの艦長に就任し、第3次移民船団護衛艦隊司令となる。
  - 4月5日 - アマールに到着したヤマトが地球へ向けて現況を伝えるメッセージを送る。
  - その後、ヤマトは護衛艦隊及びアマール艦隊を率いて星間国家連合艦隊と交戦。SUS超巨大要塞との決戦に及ぶ。超巨大要塞は崩壊し、星間国家連合は事実上瓦解。
  - ヤマト、地球に残る人々を救出すべく地球へ帰投、古代美雪（古代進の娘）ら最後まで残った人々を救出する。
  - カスケードブラックホールが地球に到達。
    - ヤマト、カスケードブラックホールの正体を知り、ブラックホール内部に突入しトランジッション波動砲で破壊。地球の危機を救うが、電算室のクルーを失う（通常版）。
    - 地球はカスケードブラックホールに飲み込まれ、脱出を拒否し地球に残った真田志郎、佐渡酒造、アナライザーほか少数の人々は運命を共にする。その後、銀河系中心部に取り込まれたことが確認された地球の最期を見届けるべく、ヤマトが銀河系中心部に向け旅立つ（ディレクターズカット版）。

## リメイクアニメシリーズにおける年表
西暦とサレザー恒星暦の誤差などの関係性の設定は明らかにされていないが、少なくともデスラー紀元78年（西暦2174年）から106年（西暦2202年）の28年間では年数のずれは起きていない。

### 20世紀以前
2199年からサレザー恒星暦で1000年前
- ガミラスが建国される（『2199』）。

2199年から約330年前
- ビーメラ星系・地球型の惑星ビーメラ4に栄えたビーメラ星人の文明が滅亡する。（『2199』第16話）。

2200年代から約1000年前
- 惑星ゼムリアにおいて、タイプ・ズォーダー（後のズォーダー大帝）がガトランティス人を率いて反乱を起こす（『2202』第20話）。

同・約900年前
- 宇宙の果てに眠る〈滅びの方舟〉をズォーダーが目覚めさせる（『2202』第20話）。

### 2000年代〜2130年代
2042年
- 地球人類が火星に到達する（『ヤマトという時代』）。

2097年頃
- デスラー一族がガミラス統一に乗り出す（『2202』）。

2111年
- 火星への入植が開始される（『ヤマトという時代』）。

### 2140年代（リメイクアニメ）
2141年
- 12月8日 - 沖田十三誕生。

2145年
- 第二次世界大戦終結二百年祭が開催される。戦争遺物を復元して鎮魂を行うという催しが実施され、極東では戦艦大和が選ばれた（『ヤマトという時代』）。

### 2150年代頃（リメイクアニメ）
2205年からおよそ半世紀前
- ガルマン星がボラー連邦の支配下に置かれる（『2205』）。

### 2160年代（リメイクアニメ）
時期不明（2042年〜2164年のどこかしら）
- 火星に漂着していた異星文明の戦闘艦が発見される。火星政府がこれを秘密裏に回収・研究し、宇宙戦闘艦の開発に利用する（『ヤマトという時代』）。

2164年
- 火星移民者による自治政府が地球への独立戦争を仕掛け、第一次内惑星戦争が勃発（『ヤマトという時代』）。

2168年
- 火星の宇宙海軍に対抗して、地球側も宇宙海軍を創設する（『ヤマトという時代』）。

### 2170年代（リメイクアニメ）
2170年
- 村雨型宇宙巡洋艦「ムラサメ」が進宙。

2171年
- 金剛型宇宙戦艦「キリシマ」が進宙。

2174年
- デスラー紀元78年、ガミラスにおいて母星の寿命と純血ガミラス人の体質の問題が浮上。同問題を知った当時8歳のアベルト・デスラーが兄マティウス達と秘密を共有する血の誓いを交わす（『2202』第15話）。

2178年
- 7月7日 - 古代進誕生。
- 8月15日 - 島大介誕生。

2179年
- 12月24日 - 森雪誕生。

2180年
- 第二次内惑星戦争が勃発。

### 2180年代（リメイクアニメ）
2183年
- 第二次内惑星戦争が終結（『ヤマトという時代』）。

2188年
- デスラー紀元92年、再統一されたガミラスにおいてアベルト・デスラーが永世総統の座に就く（『2202』第15話）。同時に、デスラー一族がガミラス統一に乗り出した年を元年とする「デスラー紀元」が制定される（『2202』）。

### 2190年代（リメイクアニメ）
2191年
- 4月1日 - 天王星の監視ステーションが太陽系に進入してくるガミラス艦隊を映像で捉える（『2199』）。
- 国連宇宙軍が内惑星艦隊を出撃させる。先遣艦ムラサメが中央司令部の命令を受け、ガミラス艦隊に先制攻撃。しかしその結果、地球は艦隊の8割を喪失するという大敗北となり、地球・ガミラス間に戦争が勃発する（『2199』）。

2192年
- 6月5日 - カ号作戦（第一次火星沖海戦）発動。

2193年
- 4月2日 - 日本に最初の遊星爆弾が落下する（『ヤマトという時代』）。
- 古代の両親と叔父夫婦が遊星爆弾で死亡する。

2194年
- 4月1日 - 古代と島が航宙士官候補生学校へ入学。

2198年
- 2月20日 - カ2号作戦（第二次火星沖海戦）が開始され、ガミラス艦隊による地球への直接攻撃を食い止める。
- イスカンダルからの1人目の使者が地球へ訪れる。
- 3月31日 - 古代と島が航宙士官候補生学校を卒業。
- 5月某日 - 雪とユリーシャが事故に遭う。
- 7月某日 - メ号作戦の先遣隊が出発する（『2199』第17話）。
- 12月25日 - 国連宇宙軍第一艦隊がメ号作戦へ出撃（『2199』）。
- 12月26日 - 古代と島がコードネーム〈ウズメ〉として火星に降り立ち、待機を始める（『2199』）。

2199年
- 1月17日 - メ号作戦（冥王星海戦）が開始される。艦隊は旗艦キリシマを除き全滅するも、本来の目的である陽動には成功。ウズメが〈アマテラス（イスカンダルからの2人目の使者）〉から波動コアを回収（『2199』第1話）。
- 2月8日 - キリシマが地球へ帰還（『2199』第1話）。
- 2月11日 - 古代と島が戦時特進のうえ、ヤマト計画へ編入。
- 同日、ヤマトが進宙し、地球を発進（『2199』第2話）。
- 2月14日 - ヤマトがガミラス冥王星基地攻略戦「メ2号作戦」を発動（『2199』第5話）。翌日、冥王星前線基地が壊滅する（『2199』第6話）。
- 2月21日 - ヤマトがヘリオポーズを通過し、太陽系を離れる（『2199』第7話）。
- 3月5日 - ガミラス本星にて、ガミラス帝国建国祭が催される（『2199』第8話）。
- 3月30日 - 銀河系を離脱（『2199』第12話）。
- 3月31日 - 銀河系外縁部にて、ヤマトが次元潜航艦UX-01との戦闘を行う（『2199』第13話）。
- 5月14日 - ヤマトがバラン星突破作戦を行い、大マゼラン銀河近傍に到達する（『2199』第18話）。
- 6月11日 - 七色星団海戦（『2199』第20話）。
- 7月15日 - ヤマトがサレザー恒星系に到達（『2199』第22話）。
- 7月16日 - ガミラス本星での戦いが起こる（『2199』第23話）。同日、ヤマトがイスカンダル星に到着する（『2199』第24話）。
- 7月27日 - ヤマトがイスカンダル星を出発（『2199』第24話）。
- 8月27日 - ヤマトが大マゼラン銀河外縁部でガトランティス艦隊と遭遇（『宇宙戦艦ヤマト2199 星巡る方舟』）。
- 9月21日 - ヤマトがバラン星の亜空間ゲートを突破し、銀河系外縁に到達（『2199』第25話）。
- 12月8日 - 沖田十三死没。同日、ヤマトが地球へ帰還（『2199』最終話）。

### 2200年代（リメイクアニメ）
2201年
- 時間断層の存在が確認される（『2202』）。
- 波動砲艦隊構想が発令される（『2202』）。

2202年
- 帝星ガトランティスによるテレザート星侵略作戦が始まる。（『2202』第1話）
- 12月2日 - ガミラス第8浮遊大陸奪還作戦が実行される（第1話）。
- 12月8日 - 地球でアンドロメダ級4隻の進宙式が行われる。また、沖田の命日として、英雄の丘に旧ヤマトクルーが集う（『2202』第2話）。
- 12月24日 - ガトランティスが太陽系の第十一番惑星に攻撃を開始する（『2202』第3話）。
- 12月25日 - ヤマトが地球を発進する（『2202』第4話）。
- 12月29日 - 惑星シュトラバーゼにて、古代とズォーダーが初対面する（『2202』第8話・第9話）。

2203年
- 3月26日 - ヤマトがテレザートを解放する（『2202』第13、14話）。
- 5月8日 - ガトランティスの主力が太陽系に侵攻を開始し、土星沖海戦が勃発する（『2202』第17話）。
- 5月24日 - ヤマトがアンドロメダと銀河の支援により白色彗星から脱出（『2202』第21話）。
- 5月31日 - ヤマトが火星沖にて補修と応急改装を完了し、ガトランティスとの決戦に再出撃する（『2202』第22話）。
- 6月2日 - 白色彗星が地球圏へ到達し、ガトランティスによる地球制圧宣言がなされる（『2202』第23話）。
- 同日 - ヤマトがテレサの力を得て滅びの方舟に突撃し、滅びの方舟を消滅させ、ガトランティス戦役が終結する（『2202』第25話）。
- デスラーがガミラス民主政府に接触し、ガミラス星寿命問題の詳細データを開示。移民計画のための協力関係を構築する（『2205』）。
- 12月8日 - 滅びの方舟と相打ちで消滅したと思われたヤマトが、半年の時を経て時間断層第一層に出現する（『2202』最終話）。
- 12月31日 - ヤマトが古代・雪両名を乗せて高次元宇宙から帰還する（『2202』最終話）。
- 同日 - 土門竜介の父親が事故死する（『2205』第1話）。

2205年
- 初頭 - デスラー艦隊がガルマン星を発見する（『2205』）。
- 8月某日 - デスラー艦隊がガルマン星からボラー連邦を武力を以て放逐する（『2205』第1話）。
- 10月2日 - ヤマトを旗艦とする第65護衛隊が出航する（『2205』第2話）。
- 10月16日 - ガミラス星がデザリアムの攻撃によって消滅。イスカンダル星が原因不明の漂流を開始する（『2205』第3話）。
- 10月24日 - イスカンダル星消滅（『2205』第8話）。

2207年
- デザリアムのグランドリバースが地球に侵攻。